# Малаєштська волость
Малаєштська волость (з 1886 р. — Малаєштська Перша волость) — адміністративно-територіальна одиниця Тираспольського повіту Херсонської губернії.
Станом на 1886 рік складалася з 6 поселень, 6 сільських громад. Населення — 4323 осіб (2717 осіб чоловічої статі та 2606 — жіночої), 939 дворових господарства.
|                     | Площа, десятин | У тому числі орної, дес. |
| ------------------- | -------------- | ------------------------ |
| Сільських громад    | 15856          | 11488                    |
| Приватної власності | —              | —                        |
| Казенної власності  | 654            | 30                       |
| Іншої власності     | 360            | 360                      |
| Загалом             | 16870          | 11870                    |

Основні поселення волості:
- Малаєшти (Малаєшті Перші) — село за 15 верст від повітового міста, 2179 осіб, 381 двір, православна церква, поштова станція, 6 лавок, базари по середах.
- Согея (Спея) — село при річці Дністер, 1324 осіб, 235 дворів, православна церква, школа, 2 лавки.
- Тея — село при річці Дністер, 760 осіб, 115 дворів, школа, 2 лавки.
- Токмазея — село при річці Дністер, 559 осіб, 108 дворів, лавка.

У 1887 році до складу волості також входили: присілки Красногірка (221 чол., 206 жін.), Слав'яно-Сербка ( 394 чол., 369 жін.), Черниці (81 чол., 84 жін.).